# Trajko Żelewski
Trajko Todorow Todew, znany jako Żelewski (bułg. Трайко Тодоров Тодев, Желевски; ur. 1875 r. w Żelewie, zm. w czerwcu 1923 r. w Asenowgradzie) – bułgarski rewolucjonista, działacz Wewnętrznej Macedońsko-Adrianopolskiej Organizacji Rewolucyjnej (WMORO).

## Życiorys
Urodził się w 1875 roku w miejscowości Żelewo, dzisiejsze Antartiko, obecna Grecja. W 1898 roku wstąpił do organizacji WMORO. Od 1900 roku został czołowym czetnikiem przy Pando Klaszewie i Mitrze Właszy. Od powstania ilindeńskiego w 1904 roku do 1908 roku był pomocnikiem wojewody Christa Cwetkowa. Po zamachu stanu w Imperium Osmańskim w 1908 roku wyjechał do Toronto w Kanadzie i zaczął pracę. W trakcie wybuchu I wojny bałkańskiej wrócił do Bułgarii i uczestniczył w walkach przeciwko Imperium Osmańskiemu. Pod koniec wojny wrócił do rodzinnej wioski w Grecji, ale po próbie przez greckich żołnierzy rozbrojenia go, uciekł do Bułgarii. Po II wojnie bałkańskiej w 1913 roku wstąpił do partyzanckiej kompanii Wasiła Czekałarowa i walczył z greckim wojskiem. Uczestniczył też w I wojnie światowej. Po podpisaniu tzw. manifestu majowego w 1923 r. i kolejnych bratozabójstwach, rozstrzelano go wraz z Toma Żelinskim w czerwcu tego samego roku.